# 住吉怜奈
住吉怜奈（すみよし れいな、1985年10月22日 - ）は、日本の女優。2011年12月までスーパー・エキセントリック・シアター所属。
特技はタップダンス・ヒップホップダンス・トランペット。趣味は読書、音楽鑑賞、バスケットボール、パソコン、バレーボール等。チャームポイントは目。好きな芸能人は桃井かおり、Tina。

## 出演

### 舞台
- 1997 ミュージカル『Annie』 - ペッパー 役
- 1998 松嶋トモココンサート
- 2001 グワィニャオン『Aくんメモ』 - 松本好実 役
- 2002 グワィニャオン『Gの憂鬱』 - ララァ 役
- 2002 劇団IOH『寝ても覚めても』
- 2003 劇団ノーティーボーイズ『絡縺』
- 2003 ミュージカル『FUTARI -ふたり-』 - 住田玲子 役
- 2004 グワィニャオン『ニ・ン・ゲ・ン開化論』 - 河原崎紫 役
- 2005 舞台『面接の人達2006』 - OL 役
- 2005 グワィニャオン『生きてるうちが華なのよ』 - 服部真往 役
- 2006 グワィニャオン『みどりのおばさん現る！』 - 碧 役
- 2007 グワィニャオン『帝の音、夜に華やぐ怒り…』 - 渋沢燕 役
- 2007 グワィニャオン『Aくんメモ』 - 松本好実役
- 2008 スーパー・エキセントリック・シアター『タイツ羅武（LOVE）』
- 2008 プラチナ・ペーパーズ『ラフカット2008』第四話「愛のメモリー」

### TVドラマ
- 1999 NHK 『ドラマ愛の詩 ズッコケ三人組』 - 後藤淳子役
- 2000 NHK 『ドラマ愛の詩 ズッコケ三人組2』 - 後藤淳子役
- 2000 NTV 火曜サスペンス劇場『天使の居場所』
- 2001 NTV 火曜サスペンス劇場 『盲人探偵・松永礼太郎13・愛する人へ』
- 2001 TBS 『3年B組金八先生』第6シリーズ - 榛葉里佳役
- 2003 TBS『さとうきび畑の唄』 - 女学生/晶子役
- 2003 TBS 『ヤンキー母校に帰る』 - 渡辺桃子役
- 2004 『サヨナラのLoveSong』 - 看護師:谷口よし子役
- 2004 TBS『3年B組金八先生』第7シリーズ - 第5話・榛葉里佳役
- 2005 CX 『15歳のブルース』 - 最終回・女子高生役
- 2006 NTV 『ギャルサー』 - ノゾミ（エンゼルハート・黒組メンバー）役
- 2006 CX 『サプリ』 - 第2話・モニター調査対象の女子高生役
- 2006 TBS 『嫌われ松子の一生』 - 女囚役
- 2007 テレビ朝日 『帰ってきた時効警察』 - 第6話・霧山の高校時代の同級生役
- 2008 『RHプラス』 - 第7話・OL役
- 2008 テレビ朝日 『警視庁捜査一課9係 season3』 - 第7話
- 2008 CX 『Room Of King』 - 第3話・ウェイトレス役
- 2009 NTV『恋のから騒ぎ〜LOVE STORIES VI〜「教祖と呼ばれた女」』 - シュレック役
- 2009 NHK『探偵Xからの挑戦状!2』 「メゾン・カサブランカ」 - 白井亜矢役
- 2011 CX 『大切なことはすべて君が教えてくれた』 - 第5話
- 2011 TBS『3年B組金八先生』ファイナル〜「最後の贈る言葉」 - 榛葉里佳役
- 2011 YTV『四つ葉神社ウラ稼業 失恋保険〜告らせ屋〜』 - 第4話　聖桜大学動物生態学研究室の研究生 役